# الکساندر ساووشکو
الکساندر ساووشکو (اوکراینی: Олександр Андрійович Савошко؛ زادهٔ ۲۲ سپتامبر ۱۹۹۸) بازیکن فوتبال اهل اوکراین است.